# Bomuld
Bomuld er et tekstil af frøulden fra flere arter af Bomuld-slægten. Den mest brugte art er den oprindeligt mexikanske plante Gossypium hirsutum – såkaldt upland cotton – der bruges til produktionen af tøj. Andre arter i denne slægt er ikke lige så aktuelle som råstoffer til tøjproduktion. Af flere udvindes olie af frøene, som bruges som dyrefoder. Frøene indeholder giftstoffet gossypol, der skal fjernes, før det bruges som dyrefoder.

## Verdensproduktion
| Top 10 producenter af bomuld 2018 | Top 10 producenter af bomuld 2018 |
| Land                              | Produktion (Ton)                  |
| --------------------------------- | --------------------------------- |
| Kina                              | 17.711.962                        |
| Indien                            | 14.657.000                        |
| USA                               | 11.429.937                        |
| Brasilien                         | 4.956.044                         |
| Pakistan                          | 4.828.439                         |
| Tyrkiet                           | 2.570.000                         |
| Australien                        | 2.500.000                         |
| Usbekistan                        | 2.293.039                         |
| Grækenland                        | 837.432                           |
| Argentina                         | 813.692                           |

## Om bomuld
Bomuld er en fiber, der vokser rundt om frøene på bomuldsplanten. Fibrene bruges som råstof i tekstilindustrien. De spindes til tråde og bruges til åndbare tekstiler og er blandt verdens mest brugte til beklædning. Planten dyrkes på ca. 5% af verdens landbrugsarealer.
Man har dyrket og brugt bomuld i mindst 3.000 år , men man brugte ikke kemikalier i bomuld før efter 2. verdenskrig.
Når fibrene er forarbejdet, består de af næsten ren cellulose, hvilket er et naturligt polymer. Over 40% af tekstilerne stammer fra bomuld.
For at gøre planten insektresistent har man gensplejset bomuld med toxiner fra Bacillus thuringiensis, Bt-toxin. Kina indførte i 1997 gensplejset bomuld, og et ti-årigt studium af den
frygtede bomuldsmøl Helicoverpa armigera på 38 millioner hektar i det nordlige Kina viser faldende antal bomuldsmøl og stigende udbytte af andre afgrøder.

## Vedligeholdelse af bomuld
Ubehandlet bomuld kan normalt vaskes ved 95 °C. Men på grund af efterbehandling som tekstilfarve og tryk er der adskillige stoffer, der kun tåler 30-40 °C. Kropsnære stoffer bør vaskes ved 60 °C for at blive rene.

## Økologisk bomuld
Økologisk bomuld bliver produceret uden sprøjtemidler og kemikalier, som ofte bliver brugt i produktionen af almindelig bomuld.

## Sprogligt om bomuld
Ordet bomuld betyder uld fra træer; men træuld er vel at mærke noget andet. Første stavelse, bom, er det plattyske ord for træ, som på højtysk hedder Baum. Vi kender også den plattyske form fra det danske ord bom om bjælke eller stang.